# Hieracium fuscocinereum
Hieracium fuscocinereum es una especie de planta con flor del género Hieracium, de la familia Asteraceae, orden Asterales.

## Distribución
Hieracium fuscocinereum se distribuye por Estados bálticos, Bielorrusia, Rusia, Dinamarca, Finlandia, Francia, Alemania, Gran Bretaña, Irlanda, Noruega, Polonia y Suecia.

## Taxonomía
Fue descrita científicamente por Norrl.
Tratamiento taxonómico
La especie aparece registrada y publicada en Acta Soc. Fauna Fl. Fenn.